# Jackie Tohn
Jaclyn Tohn (New York, 24 agosto 1980) è un'attrice e musicista statunitense, nota per aver partecipato alla serie televisiva La tata all'età di dodici anni. Nota anche per la sua apparizione nel film horror del 2008 Return to Sleepaway Camp.

## Discografia
- 2009: Beguiling
- 2010: 2. Yo

## Filmografia

### Cinema
- Bad Boy (2002)
- Deuces Wild (2002)
- On the Lot (2007)
- Postal (2007)
- Giants of Radio (2008)
- Return to Sleepaway Camp (2008)
- Old Dads (2023)

### Televisione
- La tata (The Nanny) – serie TV, 2 episodi (1994-1996)
- I Soprano (The Sopranos) – serie TV, 1 episodio (1999)
- Strangers with Candy – serie TV, 1 episodio (2000)
- Angel – serie TV, 1 episodio (2003)
- Veronica Mars – serie TV, 1 episodio (2007)
- C'è sempre il sole a Philadelphia (It's Always Sunny in Philadelphia) – serie TV, 2 episodi (2007)
- The Closer – serie TV, 1 episodio (2008)
- American Idol – serie TV, 3 episodi (2009)
- Memphis Beat – serie TV, 1 episodio (2010)
- Castle – serie TV, episodio 7x10 (2014)
- GLOW – serie TV, 30 episodi (2017-2019)
- The Boys – serie TV, episodio 1x06 (2017)
- Gen V – serie TV, 1 episodio (2023)
- Grey's Anatomy – serie TV, episodio 19x15 (2023)
- Nobody Wants This – serie TV, 9 episodi (2024)
- NCIS - Unità anticrimine (NCIS) – serie TV, episodio 22x01 (2024)

## Doppiatrici italiane
Nelle versioni in italiano delle opere in cui ha recitato, Jackie Tohn è stata doppiata da:
- Perla Liberatori in Postal, GLOW, Old Dads
- Emanuela D'Amico in The Closer
- Laura Latini in Memphis Beat
- Rachele Paolelli in Castle
- Paola Majano in The Boys
- Valentina De Marchi in Grey's Anatomy
- Gemma Donati in Gen V
- Veronica Puccio in Nobody Wants This